# Electric Daisy Violin
Electric Daisy Violin je skladba americké houslistky Lindsey Stirling. Skladba pochází z jejího debutového alba Lindsey Stirling. Píseň produkovala společně s producentem Markem G.

## Videoklip
Videoklip ke skladbě byl vydán 3. listopadu 2011. Kameramanem byl Devin Graham, autorkou taneční choreografie potom Natalie Vilos. Ve videoklipu vystupuje sama tančící a hrající Lindsey Stirling v prostředí trosek budov uprostřed přírody.
Videoklip má na YouTube přes 20 milionů zhlédnutí.